# Кудановка (Лебединский городской совет)

Кудановка (укр. Куданівка) — село,
 ,
Лебединский городской совет,
Сумская область,
Украина.
Код КОАТУУ — 5910590001. Население по переписи 2001 года составляло 272 человека .

## Географическое положение
Село Кудановка находится в 1,5 км от левого берега реки Псёл,
в 2,5 км от города Лебедин.
Рядом проходит автомобильная дорога Т-1909.

## Объекты социальной сферы
- Клуб.